# Slingshot
Slingshot 是2D回合制游戏，背景设置在一个宇宙空间，平面，包含多个星球。 Slingshot 受到游戏Spacewar!影响，主要的游戏成分就是重力。
Slingshot 是双人游戏，开发者说可以进行单人游戏以及网络游戏，屏幕左右各有一个不动的宇宙飞船，玩家尽量用最低的能量发出炮弹攻击对手。
游戏开发基于Pygame。

## 链接
- 官方网站